# Tibouchina granulosa
Tibouchina granulosa es una especie de árbol perteneciente a la familia Melastomataceae. Es originaria de Suramérica, donde distribuye por Bolivia y Brasil.

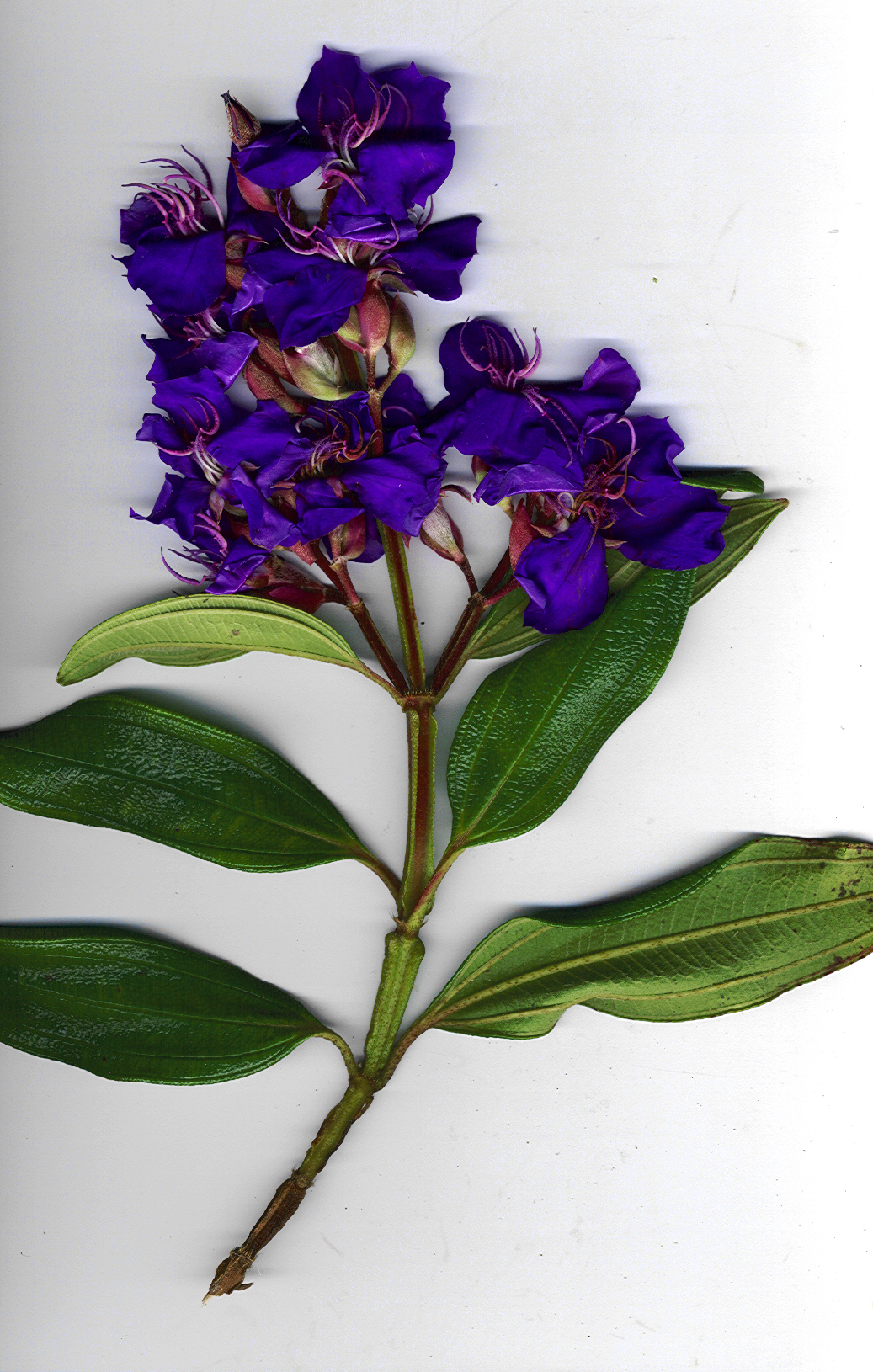
Inflorescencia

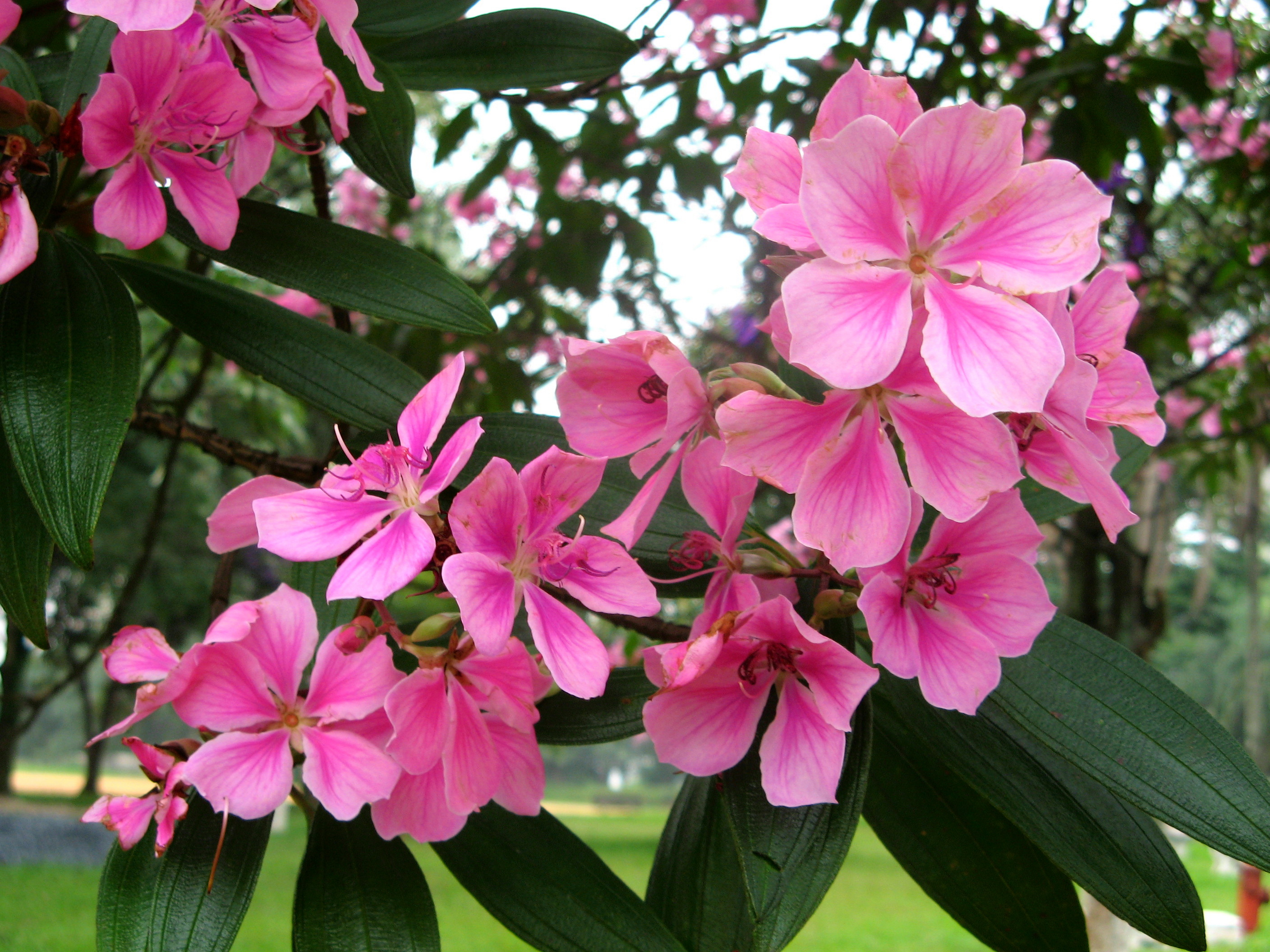
Flores

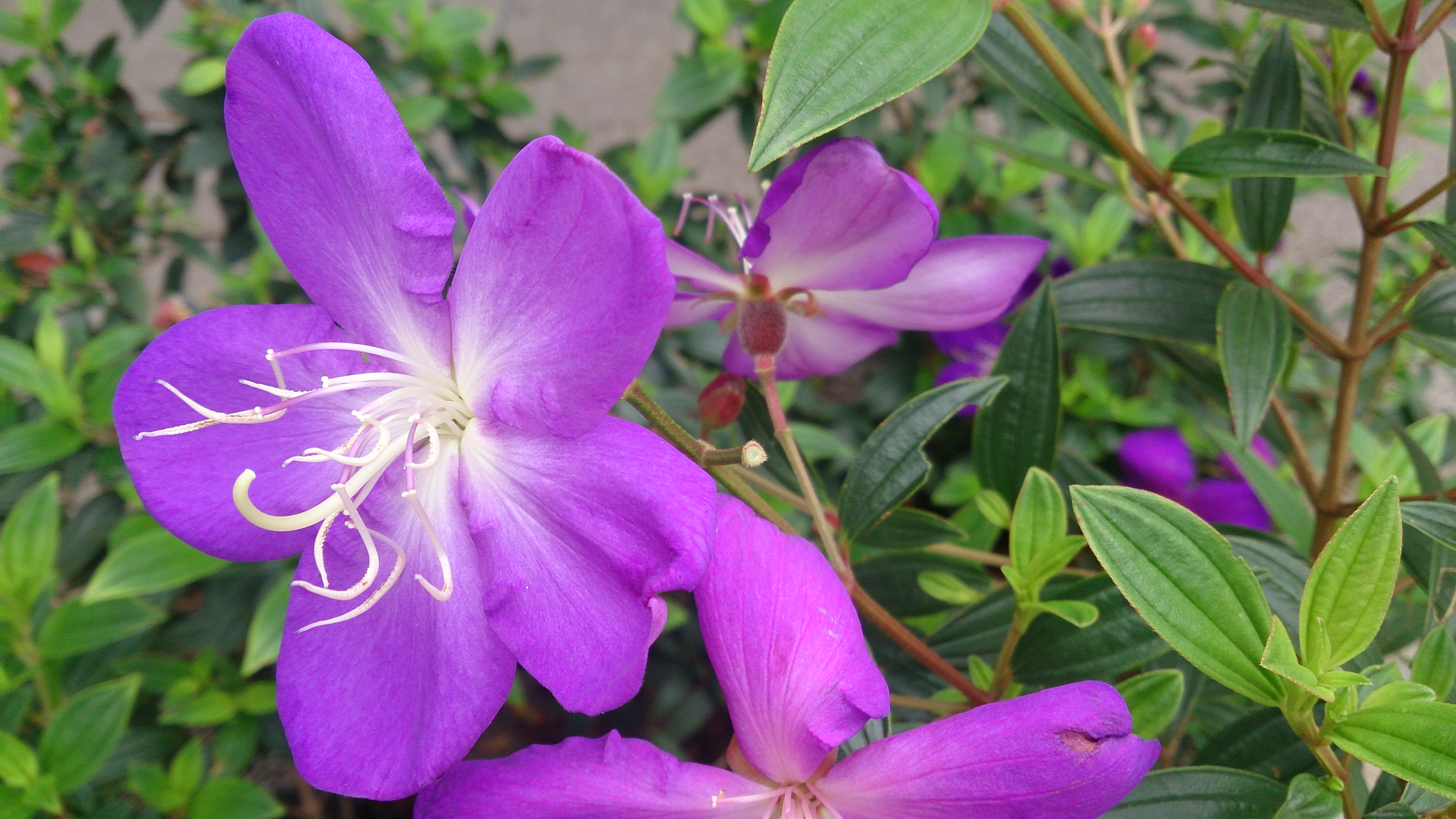
Detalle de la flor

## Descripción
Su tamaño suele ser de pequeño a mediano, y puede alcanzar los 8-12 m de alto. El tronco puede ser simple o múltiple, con un diámetro de 30 a 40 cm. Tibouchina granulosa tiene una vida útil de 60 a 70 años. Las hojas son simples, elípticas, pubescentes, coriáceas, con nervios longitudinales bien marcadas y bordes enteros. La floración se produce dos veces al año, de febrero a abril y de agosto a octubre, emergiendo abundantes flores pentámeras, flores simples, con un máximo de 5 cm de diámetro, con largos estambres y corola de color púrpura, que en la variedad Kathleen estos presentan color rosa. Incluso cuando no está en floración,  es ornamental. Su corona es de color verde oscuro, con forma redondeada, y su follaje puede ser de hoja perenne o semi-caducifolia, en función de la variación natural de la especie y el clima en el que se encuentre. Por sus cualidades, es uno de los árboles utilizados en la silvicultura urbana en Brasil y se utiliza para decorar aceras, avenidas, plazas, parques y jardines en general. Su único inconveniente es la relativa debilidad de las ramas, que pueden romperse si aparecen fuertes vientos, causando accidentes. Con la poda de su formación y control, se puede estimular su densidad y mantenerlo como arbustos.

## Cultivo
Deben sembrarse a pleno sol en suelos fértiles, profundos, con drenaje, enriquecido con materia orgánica y regada con regularidad en el primer año después de la siembra o trasplante. Aunque  prefiere tales cuidados, la especie es pionera, árbol rústico y sencillo para crecer, incluso vegetar en suelos pobres. Originaria de la selva atlántica, esta especie goza de clima tropical y subtropical, tolerando el frío moderado. Multiplicado por semillas con baja tasa de germinación, y el corte de ramas semi-leñosas. 

## Usos
Su madera a pesar de ser de calidad inferior está indicada para la construcción de vigas, trabajo interno, postes, postes de cercas y puntales para lugares secos.

## Taxonomía
Tibouchina granulosa fue descrita por (Desr.) Cogn. y publicado en Flora Brasiliensis 14(3): 340. 1885.
Sinonimia
- Melastoma granulosum Desr.[2]